# 羅克伍德 (密歇根州)
羅克伍德（英語：Rockwood）是一個位於美國密歇根州韋恩縣的城市。

## 人口
根據2020年美國人口普查的數據，羅克伍德的面積為7.00平方千米，當中陸地面積為6.53平方千米，而水域面積為0.47平方千米。當地共有人口3240人，而人口密度為每平方千米463人。